# Bhutan i olympiska sommarspelen 2000
Bhutan deltog i de olympiska sommarspelen 2000 med en trupp bestående av två deltagare, en man och en kvinna, men ingen av landets deltagare erövrade någon medalj.

## Bågskytte
| Herrarnas individuella |               |                        |         |
|                        | Jubzang       |                        |         |
| 32-delsfinal           | Förlorade mot | Nico Hendrickx Belgien | 162-156 |

| Damernas individuella |                  |                    |         |
|                       | Tshering Chhoden |                    |         |
| 32-delsfinal          | Förlorade mot    | Hamdiah Indonesien | 165-153 |